# Joanna Mendak
Joanna Mendak, née le 16 février 1989 à Suwałki, est une nageuse polonaise.

## Palmarès

### Jeux paralympiques d'été
- Jeux paralympiques d'été de 2004
  -  Médaille d'or aux 100 m papillon
  -  Médaille de bronze aux 100 m nage libre
- Jeux paralympiques d'été de 2008
  -  Médaille d'or aux 100 m papillon
  -  Médaille d'argent aux 200 m 4 nages
  -  Médaille de bronze aux 100 m nage libre
- Jeux paralympiques d'été de 2012
  -  Médaille d'or aux 100 m papillon